# Walker Cup
De Walker Cup is een golfwedstrijd tussen teams van de beste amateurgolfers uit de Verenigde Staten enerzijds en het Verenigd Koninkrijk en Ierland anderzijds. Hij wordt sinds de Tweede Wereldoorlog  gespeeld op de oneven jaartallen.
In 1919 en 1920 was een toernooi georganiseerd tussen de Verenigde Staten en Canada. Het initiatief om in diezelfde formule ook tegen andere landen te spelen kwam van George Herbert Walker, die in 1920 de voorzitter was van de Amerikaanse Golffederatie (USGA) en lid van de National Golf Links of America in Southampton, (NY). Hij stelde ook de trofee ter beschikking.

In 1921 werden teams uit andere landen uitgenodigd, maar alleen Groot-Brittannië nam de uitnodiging voor 1922 aan. De eerste Walker Cup werd gespeeld op de thuisclub van Walker. William C. Fownes, de Amerikaanse amateurkampioen uit 1910 en captain van de teams die tegen Canada hadden gespeeld, vormde een team en nam dat mee naar St Andrews Links in Schotland.
De Walker Cup is de amateurtegenhanger van de Ryder Cup, hoewel bij de Walker Cup nog steeds geen continentale spelers mogen meedoen. De Cup is 36 keer door de Amerikanen gewonnen en 8 keer door de Britten. De Ierse speler Joe Carr deed 10 keer mee en was de 11de keer non-playing captain. De 45ste editie is in 2015. Het Brits-Ierse team won toen met een verschil van 7 punten.
| Jaar                   | Baan                           | Winnaars                      | Score | Score | Verliezers                    | Captains                           |
| ---------------------- | ------------------------------ | ----------------------------- | ----- | ----- | ----------------------------- | ---------------------------------- |
| 1922                   | National Golf Links of America | Verenigde Staten              | 8     | 4     | Verenigd Koninkrijk & Ierland | William C. Fownes Robert Harris    |
| 1923                   | St Andrews Links               | Verenigde Staten              | 6½    | 5½    | Verenigd Koninkrijk & Ierland | Robert A. Gardner Robert Harris    |
| 1924                   | Garden City Golf Club          | Verenigde Staten              | 9     | 3     | Verenigd Koninkrijk & Ierland | Robert A. Gardner Cyril Tolley     |
| 1926                   | St Andrews Links               | Verenigde Staten              | 6½    | 5½    | Verenigd Koninkrijk & Ierland | Robert A. Gardner Robert Harris    |
| 1928                   | Chicago Golf Club              | Verenigde Staten              | 11    | 1     | Verenigd Koninkrijk & Ierland | Bobby Jones William Tweddell       |
| 1930                   | Royal St George's Golf Club    | Verenigde Staten              | 10    | 2     | Verenigd Koninkrijk & Ierland | Bobby Jones Roger Wethered         |
| 1932                   | The Country Club               | Verenigde Staten              | 9½    | 2½    | Verenigd Koninkrijk & Ierland | Francis Ouimet T.A. Torrance       |
| 1934                   | St Andrews Links               | Verenigde Staten              | 9½    | 2½    | Verenigd Koninkrijk & Ierland | Francis Ouimet Michael Scott       |
| 1936                   | Pine Valley Golf Club          | Verenigde Staten              | 10½   | 1½    | Verenigd Koninkrijk & Ierland | Francis Ouimet William Tweddell    |
| 1938                   | St Andrews Links               | Verenigd Koninkrijk & Ierland | 7½    | 4½    | Verenigde Staten              | Francis Ouimet John B. Beck        |
| 1940-46: Niet gespeeld |                                |                               |       |       |                               |                                    |
| 1947                   | St Andrews Links               | Verenigde Staten              | 8     | 4     | Verenigd Koninkrijk & Ierland | Francis Ouimet John B. Beck        |
| 1949                   | Winged Foot Golf Club          | Verenigde Staten              | 10    | 2     | Verenigd Koninkrijk & Ierland | Francis Ouimet Percy Lucas         |
| 1951                   | Royal Birkdale Golf Club       | Verenigde Staten              | 7½    | 4½    | Verenigd Koninkrijk & Ierland | Willie Turnesa Raymond Oppenheimer |
| 1953                   | The Kittansett Club            | Verenigde Staten              | 9     | 3     | Verenigd Koninkrijk & Ierland | Charles R. Yates A.A. Duncan       |
| 1955                   | St Andrews Links               | Verenigde Staten              | 10    | 2     | Verenigd Koninkrijk & Ierland | William C. Campbell G. Alec Hill   |
| 1957                   | Minikahda Club                 | Verenigde Staten              | 8½    | 3½    | Verenigd Koninkrijk & Ierland | Charles Coe Gerald Micklem         |
| 1959                   | Muirfield                      | Verenigde Staten              | 9     | 3     | Verenigd Koninkrijk & Ierland | Charles Coe Gerald Micklem         |
| 1961                   | Seattle Golf Club              | Verenigde Staten              | 11    | 1     | Verenigd Koninkrijk & Ierland | Jack Westland Charles Lawrie       |
| 1963                   | Turnberry Golf Club            | Verenigde Staten              | 12    | 8     | Verenigd Koninkrijk & Ierland | Richard Tufts Charles Lawrie       |
| 1965                   | Baltimore Country Club         | Verenigde Staten              | 11    | 11    | Verenigd Koninkrijk & Ierland | John W. Fischer Joe Carr           |
| 1967                   | Royal St George's Golf Club    | Verenigde Staten              | 13    | 7     | Verenigd Koninkrijk & Ierland | Jess Sweetser Joe Carr             |
| 1969                   | Milwaukee Country Club         | Verenigde Staten              | 10    | 8     | Verenigd Koninkrijk & Ierland | Billy Joe Patton Michael Bonallack |
| 1971                   | St Andrews Links               | Verenigd Koninkrijk & Ierland | 13    | 11    | Verenigde Staten              | John M. Winters Michael Bonallack  |
| 1973                   | The Country Club               | Verenigde Staten              | 14    | 10    | Verenigd Koninkrijk & Ierland | Jess Sweetser David Marsh          |
| 1975                   | St Andrews Links               | Verenigde Staten              | 15½   | 8½    | Verenigd Koninkrijk & Ierland | Edgar Updegraff David Marsh        |
| 1977                   | Shinnecock Hills Golf Club     | Verenigde Staten              | 16    | 8     | Verenigd Koninkrijk & Ierland | Lewis Oehmig Sandy Saddler         |
| 1979                   | Muirfield                      | Verenigde Staten              | 15½   | 8½    | Verenigd Koninkrijk & Ierland | Dick Siderowf Rodney Foster        |
| 1981                   | Cypress Point Club             | Verenigde Staten              | 15    | 9     | Verenigd Koninkrijk & Ierland | Jim Gabrielsen Rodney Foster       |
| 1983                   | Royal Liverpool Golf Club      | Verenigde Staten              | 13½   | 10½   | Verenigd Koninkrijk & Ierland | Jay Sigel Charles Wilson Green     |
| 1985                   | Pine Valley Golf Club          | Verenigde Staten              | 13    | 11    | Verenigd Koninkrijk & Ierland | Jay Sigel Charles Wilson Green     |
| 1987                   | Sunningdale Golf Club          | Verenigde Staten              | 16½   | 7½    | Verenigd Koninkrijk & Ierland | Fred Ridley Geoffrey Marks         |
| 1989                   | Peachtree Golf Club            | Verenigd Koninkrijk & Ierland | 12½   | 11½   | Verenigde Staten              | Fred Ridley Geoffrey Marks         |
| 1991                   | Portmarnock Golf Club          | Verenigde Staten              | 14    | 10    | Verenigd Koninkrijk & Ierland | Jim Gabrielsen George MacGregor    |
| 1993                   | Interlachen Country Club       | Verenigde Staten              | 19    | 5     | Verenigd Koninkrijk & Ierland | Vinny Giles George MacGregor       |
| 1995                   | Royal Porthcawl Golf Club      | Verenigd Koninkrijk & Ierland | 14    | 10    | Verenigde Staten              | Downing Gray Clive Brown           |
| 1997                   | Quaker Ridge Golf Club         | Verenigde Staten              | 18    | 6     | Verenigd Koninkrijk & Ierland | Downing Gray Clive Brown           |
| 1999                   | Nairn Golf Club                | Verenigd Koninkrijk & Ierland | 15    | 9     | Verenigde Staten              | Danny Yates Peter McEvoy           |
| 2001                   | Ocean Forest Golf Club         | Verenigd Koninkrijk & Ierland | 15    | 9     | Verenigde Staten              | Danny Yates Peter McEvoy           |
| 2003                   | Ganton Golf Club               | Verenigd Koninkrijk & Ierland | 12½   | 11½   | Verenigde Staten              | Bob Lewis Garth McGimpsey          |
| 2005                   | Chicago Golf Club              | Verenigde Staten              | 12½   | 11½   | Verenigd Koninkrijk & Ierland | Bob Lewis Garth McGimpsey          |
| 2007                   | Royal County Down Golf Club    | Verenigde Staten              | 12½   | 11½   | Verenigd Koninkrijk & Ierland | Buddy Marucci Colin Dalgleish      |
| 2009                   | Merion Golf Club               | Verenigde Staten              | 16½   | 9½    | Verenigd Koninkrijk & Ierland | Buddy Marucci Colin Dalgleish      |
| 2011                   | Royal Aberdeen Golf Club       | Verenigd Koninkrijk & Ierland | 14    | 12    | Verenigde Staten              | Jim Holtgrieve Nigel Edwards       |
| 2013                   | National Golf Links of America | Verenigde Staten              | 17    | 9     | Verenigd Koninkrijk & Ierland | Jim Holtgrieve Nigel Edwards       |
| 2015                   | Royal Lytham & St Annes GC     | Verenigd Koninkrijk & Ierland | 16½   | 9½    | Verenigde Staten              | John Miller Nigel Edwards          |
| 2017                   | Los Angeles Country Club       |                               |       |       |                               |                                    |
| 2019                   | Royal Liverpool Golf Club      |                               |       |       |                               |                                    |

## Teams
| Jaar | Vlag van Verenigde Staten | & |
| ---- | --- | --- |
| 1922 | Charles Evans jr. (1), Robert A. Gardner (1), US Amateur Jesse Guilford (1), Billy Howell, Bobby Jones (1), Max R. Marston (1), Don Moe, Francis Ouimet (1), Jess Sweetser (1) en Rudolph Knepper, die achteraf niet speelde. captain: William C. Fownes jr. (1) | Colin C. Aylmer, John Caven (1), Bernard Darwin, C.V.L. Hooman, W. Willis Mackenzie, Cyril Tolley, W.B. Torrance en Roger Wethered captain: Robert Harris Brits Amateur Ernest Holderness kon de reis niet maken. Captain Robert Harris werd ziek en vervangen door Bernard Darwin, journalist van The Times of London, die de Amerikaanse captain met 3/1 versloeg. |
| 1923 | Dave Herron, Harrison R. Johnston (1), Max R. Marston (2), J.F. Neville, Francis Ouimet (2), George V. Rotan, Jess Sweetser (2), dr O F Willing (1), Frederick J. Wright captain: Robert A Gardner (2)                                                           | Orme C. Bristowe, John Caven (2), Ernest Holderness, C.V.L. Hooman, H.C. Jolly , William L Hope, Cyril Tolley, William A Murray , Billy Torrance, Roger Wethered, John Wilson (Verslag 1923[dode link]) captain: Robert Harris |
| 1924 | Chick Evans (2), William C. Fownes (2), Jesse Guilford (2), Harrison R. Johnston (2), Bobby Jones (2), Max R Marston (3), Francis Ouimet (3), Jess Sweetser (3), Oscar F. Willing (2) captain: Robert A. Gardner (3)                                             | Orme C. Bristowe, Charles O Hezlett, William L Hope, Dennis Kyle, William A Murray, Michael Scott, Robert Scott jr., Eustace Storey, T A Torrance captain: Cyril Tolley |
| 1926 | Jesse Guilford (3), Watts Gunn (1), Bobby Jones (3), Roland MacKenzie (1), Francis Ouimet (4), Jess Sweetser (4), George Von Elm (1) captain: Robert A. Gardner (4)                                                                                              | W.G.E. Brownlow, Charles Hezlett, Ernest Holderness, Andrew Jamieson, William A Murray, A.F. Simpson, Eustace Storey, Cyril J H Tolley captain: Robert Harris |
| 1928 | Chick Evans (3), Watts Gunn (2), Harrison R. Johnston (3), Roland MacKenzie (2), Francis Ouimet (5), Robert Trent Jones, Jess Sweetser (5), George Von Elm (2) captain: Bobby Jones (4)                                                                          | John B. Beck, Ronald H. Hardman, Charles Hezlett, William L Hope, Archibald R. MacCallum, N.C. Martin, T. Philip Perkins, Eustace Storey, Thomas A. Torrance, captain: William Tweddell |
| 1930 | Harrison R. Johnston (4), Don Moe (1), Francis Ouimet (6), dr Oscar F. Willing, Roland MacKenzie (3), George J. Voigt (1), George Von Elm (3), Oscar F. Willing (3) captain: Bobby Jones (5)                                                                     | William Campbell, Rex W. Hartley, Ernest Holderness, J.A. Lang, J. Nelson Smith, Bill Stout, Cyril Tolley, Thomas A. Torrance, captain: Roger Wethered |
| 1932 | George Dunlap (1), William Howell, Maurice J. McCarthy jr., Don Moe (2), Gus Moreland (1), Charles H. Seaver, Jess Sweetser (6), George J. Voigt (2), Jack Westland (1) captain: Francis Ouimet (7)                                                              | J.T. Bookless, John Burke, Leonard Crawley (1), John G. DeForest, Eric W. Fiddian, Rex W. Hartley, W. Lister Hartley, Eric A. McRuvie, Bill Stout, captain: Thomas A. Torrance |
| 1934 | George Dunlap (2), Chandler Egan, John Fischer (1), Johnny Goodman (1), Lawson Little, Gus Moreland (2), Jack Westland (2) captain: Francis Ouimet (8) | Harry G. Bentley, Leonard Crawley (2), John D.A. Langley, Samuel L. McKinlay, Jack McLean, Eric A. McRuvie, Thomas A. Torrance, Roger Wethered captain: Michael Scott |
| 1936 | Albert E. Campbell, George Dunlap (3), Walter Emery, John Fischer (2), Harry Givan, Johnny Goodman (2), Reynolds Smith (1), George J. Voigt (3), Edward White, Charles R. Yates (1) captain: Francis Ouimet                                                      | Harry G. Bentley, J. Morton Dykes, Reginald Cecil Ewing, G. Alec Hill, John D.A. Langley, Jack McLean, Percy Lucas, Gordon B. Peters, Hector Thomson captain: William Tweddell |
| 1938 | Raymond E. Billows (1), John Fischer (3), Johnny Goodman (3), Fred Haas, Chuck Kocsis (1), Reynolds Smith, (2), Marvin H Ward (1), Charles R. Yates (2) captain: Francis Ouimet                                                                                  | Harry G. Bentley, Jimmy Bruen, Leonard Crawley (3), Reginald Cecil Ewing, Alexander T. Kyle, J.J.F. Pennick, Gordon B. Peters, Charles Stowe captain: John B. Beck |
| 1947 | Ted Bishop (1), Dick Chapman (1), A. Frederick Kammer jr., Charles Kocsis, Smiley Quick, Skee Riegel (1), Frank Stranahan (1), Willie Turnesa (1), Marvin H Ward (2) captain: Francis Ouimet                                                                     | Jimmy Bruen, Joseph B. Carr (1), Leonard Crawley (4), Reginald Cecil Ewing, Alexander T. Kyle, Percy Lucas, Gerald H. Micklem, Charles Stowe, Ronald J. White, James C. Wilson captain: John B. Beck |
| 1949 | Raymond E. Billows (2), Ted Bishop (2), Charles Coe (1), Johnny Dawson, Bruce N. McCormick, James B. McHale jr. (1), Skee Riegel (2), Frank Stranahan (1), Willie Turnesa (2) captain: Francis Ouimet                                                            | Michael Bonallack, Jimmy Bruen, Joseph B. Carr (2), Reginald Cecil Ewing, S. Max McCready, Gerald H. Micklem, Bunny Millward, Arthur H. Perowne, Philip Scrutton, Kenneth G. Thom, Ronald J. White, Gary Wolstenholme captain: Percy Lucas |
| 1951 | William C. Campbell (1), Dick Chapman (2), Charles Coe (2), Frank W.G. Deighton (1), Robert W. Knowles jr., James B. McHale jr., Harold D. Paddock jr., Frank Stranahan (1), Sam Urzetta (1) captain: Willie Turnesa (3)                                         | Jimmy Bruen, Ian Caldwell, Joseph B. Carr (3), Reginald Cecil Ewing, Alexander T. Kyle, John D.A. Langley, S. Max McCready, John L Morgan, Ronald J. White captain: Raymond Oppenheimer |
| 1953 | William C. Campbell (2), Dick Chapman (3), Don Cherry (1), Charlie Coe (3), James G. Jackson (1), Gene Littler, Sam Urzetta (2), Ken Venturi, Harvie Ward jr. (1), Jack Westland (3) captain: Charles R. Yates                                                   | Joseph Benedict Carr (4), Frank W.G. Deighton, Norman Drew, Reginald Cecil Ewing, John D.A. Langley, Roy C. MacGregor, Gerald H. Micklem, John L Morgan, Arthur H. Perowne, Ronald J. White, James C. Wilson captain: A.C. Duncan |
| 1955 | Don Cherry (2), Joseph W. Conrad, Bruce H. Budd, James G. Jackson (2), Dale Morey (1), Billy Joe Patton (1), Mason Rudolph, Harvie Ward jr. (2), Dick Yost captain: William C. Campbell (3)                                                                      | David A. Blair, Ian Caldwell, Joseph Benedict Carr (5), Robin Cater, Reginald Cecil Ewing, Gerald H. Micklem, Bunny Millward, John L Morgan, Philip F. Scrutton, Ronald J. White captain: G. Alec Hill |
| 1957 | Rex Baxter, Arnold Blum, William C. Campbell (4), Bill Hyndman (1), Charles Kocsis, Billy Joe Patton (2), Hillman Robbins, Frank Taylor jr. (1) captain: Charles Coe                                                                                             | Joseph Benedict Carr (6), Frank W.G. Deighton (2), Reid Jack, Alan F. Bussell, Philip F. Scrutton, Doug Sewell, Alec E. Shepperson, Alan Thirlwell, Guy Wolstenholme (1) captain: Gerald H. Micklem |
| 1959 | Tommy Aaron, Deane Beman (1), Bill Hyndman (2), Jack Nicklaus (1), Billy Joe Patton (3), Frank Taylor jr. (2), Harvie Ward jr. (3), Ward Wettlaufer captain: Charlie Coe                                                                                         | Michael Bonallack, Joseph Benedict Carr (7), W. Dickson Smith, Reid Jack, Michael S.R. Lunt, David Marsh, Sam McCready, Gerald H. Micklem, Arthur H. Perowne, Doug Sewell, Alec E. Shepperson, Guy Wolstenholme (2) captain: Gerald Micklem |
| 1961 | Eugene A. Andrews, Deane Beman (2), David A. Blair, Don Cherry (3), Robert E. Cochran, Charlie Coe, Robert W. Gardner (1), Bill Hyndman (3), Jack Nicklaus (2), Charles B. Smith (1), Frank Taylor jr. (3) captain: Jack Westland                                | Michael Bonallack, Joseph Benedict Carr (8), Brian H.G. Chapman, Martin J. Christmas (1), David W. Frame, Gordon Huddy, Michael S.R. Lunt, Sam McCready, Ronnie Shade, James Walker captain: Charles Lawrie |
| 1963 | Deane Beman (3), Charlie Coe, Richard D. Davies, Robert W. Gardner (2), Downing Gray (1), Labron Harris jr., Billy Joe Patton (4), Richard H. Sikes, Charles B. Smith (2), Ed Updegraff (1) captain: Richard Tuffs                                               | Michael Bonallack, Joseph Benedict Carr (9), Martin J. Christmas (2), Charles W. Green, Michael S.R. Lunt, David Madeley, Stuart W.T. Murray, Sandy Saddler, Ronnie Shade, David B. Sheahan captain: Charles Lawrie |
| 1965 | Don Allen (1), Deane Beman (4), William C. Campbell (5), Dave Eichelberger, Downing Gray (2), John Mark Hopkins, Dale Morey (2), Billy Joe Patton (5), Edgar M. Tutwiler (1), Ed Updegraff (2) captain: John Fischer                                             | Michael Bonallack, Clive Clark, Gordon Clark, Gordon Cosh, Rodney Foster, Michael S.R. Lunt, Sandy Saddler, Ronnie Shade, Peter Townsend captain: Joe Carr (10) |
| 1967 | Don Allen (2), William C. Campbell (6), Ron Cerrudo, Bob Dickson, Marty Fleckman, James A. Grant, Downing Gray (3), Jack Lewis jr., Bob Murphy, Edgar M. Tutwiler (2) captain: Jess Sweetser                                                                     | Michael F. Attenborough, Michael Bonallack, Tom Craddock (1), Rodney Foster, Dudley J. Millensted, Peter Oosterhuis, Sandy Pirie, Sandy Saddler, Ronnie Shade captain: Jess Sweetser, non-playing captain: Joe Carr (11) |
| 1969 | John Bohmann, John Farquhar, Bruce Fleischer, Vinny Giles III (1), Bill Hyndman (4), Joe Inman, Steve Melnyk (1), Allen Miller (1), Dick Siderowf (1), Ed Updegraff (3), Lanny Wadkins (1) captain: Billy Joe Patton                                             | Peter Benka, Andrew Brooks, Tom Craddock (2), Bruce Critchley, Rodney Foster, Charles W. Green, Michael King, Geoffrey C. Marks, Peter Tupling captain: Michael Bonallack |
| 1971 | William C. Campbell (7), Jim Gabrielsen, Vinny Giles III (2), Bill Hyndman (5), Tom Kite, Allen Miller (2), Steve Melnyk (2), Jim Simons, Lanny Wadkins (2) captain: John M. Winters                                                                             | Roderick J. Carr, Rodney Foster, Charles W. Green, Warren Humphreys, William Hyndman III, J. Scott Macdonald, George Macgregor, Geoffrey C. Marks, David Marsh, Hugh B. Stuart captain: Michael Bonallack |
| 1973 | Douglas Ballenger, Danny Edwards, James Ellis, Vinny Giles III (3), Michael Killian, Gary Koch (1), Mark Pfeil, Bill Rodgers, Dick Siderowf (2), Martin West III (1) captain: Jess Sweetser                                                                      | Michael Bonallack, Howard Clark, Rodney Foster, Charles W. Green, Peter Hedges, Trevor Homer (speelde in 1976 het Dutch Open, John Davies (1), Michael King, Paul McKellar, William Milne, Hugh B. Stuart, captain: David Marsh |
| 1975 | George Burns, William C. Campbell (8), Vinny Giles III (4), John Grace, Jay Haas, Gary Koch (2), Jerry Pate, Dick Siderowf (3), Craig Stadler, Curtis Strange captain: Ed Updegraff                                                                              | John Davies (2), Richard Eyles, Charles W. Green, Peter Hedges, Ian Hutcheon, Mark James, George Macgregor, David Marsh, Gavin Moynihan, Pat Mulcare, Martin Poxon, Hugh B. Stuart captain: David Marsh |
| 1977 | Mike Brannan, William C. Campbell, John Fought, Gary Hallberg, Vance Heafner, Lindy Miller, Fred Ridley, Bill Sander, Dick Siderowf (4), Jay Sigel (1), Scott Simpson captain: Lewis Oehmig                                                                      | Allan Brodie, John Davies (3), Peter Deeble (1), Sandy Lyle, Steve Martin, Peter McEvoy (1), Ian Hutcheon, Michael Kelley, Sandy Lyle, Gordon Murray captain: Sandy Saddler |
| 1979 | Doug Clarke, Doug Fischesser, Michael Gove, Scott Hoch, Jim Holtgrieve (1), Griff Moody III,Michael Peck, Jay Sigel (2), Hal Sutton (1), Martin West III (2) captain: Dick Siderowf                                                                              | Gordon Brand jr., Allan Brodie, James Buckley, Iain Carslaw, John Davies (4), Geoffrey Godwin, Ian Hutcheon, Michael Kelley, Brian Marchbank, Peter McEvoy (2) captain: Rodney Foster |
| 1981 | Ron Commans, Frank Fuhrer III, Bob Lewis (1), Joseph Martin Mudd, Corey Pavin, Jim Holtgrieve (2), Joe Rassett, Jay Sigel (3), Hal Sutton (2), Dick Von Tacky captain: Jim Gabrielsen                                                                            | Roger Chapman, Colin Dalgleish (1), Peter Deeble (2), Geoffrey Godwin, Peter McEvoy, Ronan Rafferty, Ian Hutcheon, Philip Walton, Paul Way captain: Rodney Foster |
| 1983 | Nathaniel Crosby, Brad Faxon, Rick Fehr, William Hoffner, Jim Holtgrieve (3), Bob Lewis (2), Jay Sigel (4), David Tentis, Billy Tuten, Willie Wood | David Carrick (1), Charles W. Green, Stephen Keppler, Malcolm Lewis, George Macgregor, Lindsay Mann, Andrew Olscorn, Philip Parkin, Arthur D. Pierse, Martin Thompson, Philip Walton |
| 1985 | Jonathan Byrd, Jerry Haas, Bob Lewis (3), Davis Love III, Mike Podolak, Sam Randolph, Jay Sigel (5), Randy Sonnier, Scott Verplank, Duffy Waldorf | Peter Baker, Cecil H. Bloice, Robert Eggo, David Gilford, Charles W. Green, John Hawksworth, George Macgregor, Paul Mayo, Peter McEvoy, Garth McGimpsey, Colin Montgomerie, Sandy Stephen |
| 1987 | Buddy Alexander, Billy Andrade, Chris Kite, Bob Lewis (4), Bill Loeffler, Len Mattiace, Billy Mayfair, Brian Montgomery, Jay Sigel (6), Jim Sorenson | David Carrick (2), David Curry, Paul Girvan, George Macgregor, Geoffrey C. Marks, Paul Mayo, John McHenry, Colin Montgomerie, Jeremy Robinson, Graeme Shaw |
| 1989 | Allen Doyle (1), David Eger (1), Robert Gamez, Ralph Howe, Kevin Johnson, Greg Lesher, Doug Martin, Eric Meeks, Phil Mickelson (1), Jay Sigel (7), Danny Yates (1)                                                                                               | Craig Cassells, Russell Claydon, Stephen Dodd, Andrew H. Hare, Peter McEvoy, Jim Milligan, Geoffrey C. Marks, Garth McGimpsey, Dudley J. Millensted, Eoghan O'Connell, Darren Prosser, Neil Roderick |
| 1991 | David Berganio jr., Allen Doyle (2), David Duval, David Eger (2), Franklin Langham, Bob May, Phil Mickelson (2), Tom Scherrer, Jay Sigel, Mike Sposa, Mitch Voges                                                                                                | Andrew Coltart, Pádraig Harrington, Garry Hay, George Macgregor, Garth McGimpsey, Paul McGinley, Dudley J. Millensted, Jim Payne, Paul Way, Liam White, Ricky Willison |
| 1993 | Todd Demsey, Allen Doyle (3), Brian Gay, John Harris (1), Tim Herron, Justin Leonard, Kelly Mitchum, Jay Sigel, Danny Yates (2) | Raymond Burns, Stuart Cage, Bradley Dredge, Pádraig Harrington, George Macgregor, Paul Page, Van Phillips, Iain Pyman, Dean Robertson, Raymond Russell, Matt Stanford |
| 1995 | Notah Begay III, Alan Bratton, Jerry Courville jr. (1), Kris Cox, John Harris (2), Tim Jackson (1), Trip Kuehne (1), George Marucci (1), Tiger Woods captain: Downing Gray                                                                                       | Jody Fanagan, Mark Foster, Stephen Gallacher, Pádraig Harrington, Barclay Howard, David Howell, Lee S. James, Graham Rankin, Gordon Sherry, Gary Wolstenholme (1) captain: Clive Brown |
| 1997 | Jerry Courville jr. (2), Duke Delcher, Brad Elder, Jason Gore, John Harris (3), Joel Kribel, Randy Leen, George Marucci (2), Steve Scott (1), Chris Wollmann non-playing captain: Downing Gray                                                                   | Michael Brooks, Richie Coughlan, Barclay Howard, Keith Nolan, David Park, Graham Rankin, Justin Rose, Craig Watson, Gary Wolstenholme (2), Steven Young non-playing captain: Clive Brown |
| 1999 | Jonathan Byrd, David Gossett, Hunter Haas, Tim Jackson (2), Edward Loar, Tom McKnight, Matt Kuchar, John 'Spider' Miller, Bryce Molder (1), Steve Scott (2) non-playing captain: Danny Yates                                                                     | Paul Casey, Luke Donald, Simon Dyson, Paddy Gribben, Lorne Kelly, David Patrick, Graham Rankin, Philip Rowe, Graeme Storm, Gary Wolstenholme (3) non-playing captain: Peter McEvoy |
| 2001 | Nick Cassini, Erik Compton, James Driscoll, David Eger (3), Lucas Glover, Danny Green, John Harris (4), Bryce Molder (2), Jeff Quinney, D.J. Trahan non-playing captain: Danny Yates                                                                             | Luke Donald, Nick Dougherty, Nigel Edwards, Jamie Elson, Michael Hoey, Graeme McDowell, Richard McEvoy, Steven O'Hara, Marc Warren, Gary Wolstenholme (4) non-playing captain: Peter McEvoy |
| 2003 | Bill Haas, Matt Hendrix, Trip Kuehne (2), Brock Mackenzie, Ryan Moore, Chris Nallen, Adam Rubinson, Lee Williams (1), Casey Wittenberg, George Zahringer non-playing captain: Bob Lewis                                                                          | Nigel Edwards, Graham Gordon, David Inglis, Nathan Kimsey, Stuart Manley, Colm Moriarty, Michael Skelton, Oliver Wilson, Stuart Wilson, Gary Wolstenholme (5) non-playing captain: Garth McGimpsey |
| 2005 | Matthew Every, Brian Harman (1), J.B. Holmes, Billy Hurley III, Anthony Kim, Jeff Overton, Michael Putnam, Kyle Reifers, Nicolas Thompson, Lee Williams (2) non-playing captain: Bob Lewis                                                                       | Rhys Davies (1), Robert Dinwiddie, Nigel Edwards, Oliver Fisher, Gary Lockerbie, Brian McElhinney, Richie Ramsay, Matt Richardson, Lloyd Saltman, Gary Wolstenholme (6) non-playing captain: Garth McGimpsey |
| 2007 | Rickie Fowler (1), Billy Horschel, Dustin Johnson, Chris Kirk, Colt Knost, Trip Kuehne (3), Jamie Lovemark, Jonathan Moore, Webb Simpson, Kyle Stanley non-playing captain: Buddy Marucci                                                                        | Jonathan Caldwell, Rhys Davies (2), Nigel Edwards, Scott Henry, David Horsey, Llewellyn Matthews, Rory McIlroy, Jamie Moul, John Parry, Lloyd Saltman, Danny Willett non-playing captain: Colin Dalgleish (2) |
| 2009 | Bud Cauley, Rickie Fowler (2), Brendan Gielow, Brian Harman (2), Morgan Hoffmann, Adam Mitchell, Nathan Smith (1), Cameron Tringale, Peter Uihlein (1), Drew Weaver non-playing captain: Buddy Marucci                                                           | Wallace Booth, Gavin Dear, Tommy Fleetwood, Luke Goddard, Matt Haines, Eamonn 'Stiggy' Hodgson, Sam Hutsby, Niall Kearney, Chris Paisley, Dale Whitnell non-playing captain: Colin Dalgleish (3) |
| 2011 | Blayne Barber, Patrick Cantlay, Harris English, Russell Henley, Kelly Kraft, Patrick Rodgers (1), Nathan Smith (2), Jordan Spieth, Peter Uihlein (2), Chris Williams non-playing captain: Jim Holtgrieve                                                         | Steven Brown, James Byrne, Paul Cutler, Alan Dunbar, Eamonn ‘Stiggy’ Hodgson, Tom Lewis, Rhys Pugh, Jack Senior, Michael Stewart, Andrew Sullivan non-playing captain: Nigel Edwards |
| 2013 | Max Homa, Michael Kim, Jordan Niebrugge, Patrick Rodgers (2), Nathan Smith (3), Justin Thomas, Michael Weaver, Todd White, Cory Whitsett, Bobby Wyatt captain: Jim Holtgrieve                                                                                    | Matthew Fitzpatrick, Nathan Kimsey, Gavin Moynihan, Max Orrin, Kevin Phelan, Garrick Porteous, Rhys Pugh, Neil Raymond, Callum Shinkwin, Jordan Smith captain: Nigel Edwards |
| 2015 | Bryson DeChambeau, Scott Harvey, Beau Hossler, Denny McCarthy, Lee McCoy, Maverick McNealy, Jordan Niebrugge, Robby Shelton, Hunter Stewart captain: John “Spider” Miller                                                                                        | Ashley Chesters, Paul Dunne, Grant Forrest, Ewen Ferguson, Jack Hume, Gary Hurley, Jack McDonald, Gavin Moynihan, Jimmy Mullen, Cormac Sharvin captain: Nigel Edwards |

## Trivia
- In 1955 speelde William C. Campbell niet hoewel zijn naam soms staat genoteerd.
- In 1997 was de 16-jarige Justin Rose de jongste deelnemer ooit. Sinds 2005 is dat Oliver Fisher, hij werd 16 jaar tijdens het toernooi.